# جيمس فرينش باتون
جيمس فرينش باتون هو محامي وقاضي وسياسي أمريكي، ولد في 19 سبتمبر 1843 في ريتشموند في الولايات المتحدة، وتوفي في 30 مارس 1882. نشط حزبياً في الحزب الديمقراطي.